# Списак генерала и адмирала ЈНА: Л и Љ
Списак генерала и адмирала Југословенске народне армије (ЈНА) чије презиме почиње на слова Л и Љ, за остале генерале и адмирале погледајте Списак генерала и адмирала ЈНА.

### Л
- Божо Лазаревић (1909—2007) генерал-пуковник авијације. Активна служба у ЈНА престала му је 1964. године. Народни херој.[2]
- Живорад Лазаревић (1927—2013) генерал-потпуковник.[2]
- Душан Лазић (1917—1999) генерал-мајор. Активна служба у ЈНА престала му је 1970. године.[2]
- Радисав Лакић (1936) генерал-мајор.[б]
- Стјепан Лакић (1920) генерал-мајор. Активна служба у ЈНА престала му је 1969. године.[2]
- Перо Лаловић (1918—1996) генерал-потпуковник. Активна служба у ЈНА престала му је 1976. године.[2]
- Рајко Лапчић (1934—2002) генерал-мајор.[в]
- Милан Лах (1913—1999) генерал-мајор. Активна служба у ЈНА престала му је 1969. године.[2]
- Еуген Лебарић (1926—2010) генерал-потпуковник.[3]
- Мирко Леви (1920—2002) генерал-мајор. Активна служба у ЈНА престала му је 1974. године.
- Саломон Леви (1896—1986) санитетски генерал-мајор. Активна служба у ЈНА престала му је 1956. године.[4]
- Карел Левичник (1900—1968) генерал-потпуковник. Активна служба у ЈНА престала му је 1959. године.[4]
- Данило Лекић (1913—1986), генерал-пуковник. Активна служба у ЈНА престала му је 1959. године. Народни херој.[3]
- Никола Лекић (1919—1994), генерал-потпуковник. Активна служба у ЈНА престала му је 1977. године.[3]
- Вуко Лепетић (1881—1971) генерал-мајор. Активна служба у ЈА престала му је 1947. године.[г][5]
- Свето Летица (1926—2001) адмирал. Активна служба у ЈНА престала му је 1986. године.[4][д]
- Душан Ливада (1912—1986) генерал-мајор авијације. Активна служба у ЈНА престала му је 1964. године.[6]
- Симо Ливада (1921) генерал-потпуковник. Активна служба у ЈНА престала му је 1977. године.[6]
- Митар Лојовић (1923—1990) генерал-потпуковник. Активна служба у ЈНА престала му је 1981. године.[7]
- Блажо Ломпар (1912—1985) генерал-потпуковник. Активна служба у ЈНА престала му је 1972. године.[7]
- Здравко Лончар (1928—2001) генерал-потпуковник авијације.[7]
- Ђуро Лончаревић (1920—1987) генерал-пуковник. Активна служба у ЈНА престала му је 1978. године. Народни херој.[7]
- Владимир Лончарић (1909) генерал-потпуковник.
- Јово Лончарић (1912) генерал-мајор. Активна служба у ЈНА престала му је 1964. године.[7]
- Дмитар Лукач (1921) контра-адмирал. Активна служба у ЈНА престала му је 1974. године.[8]
- Антон Лукезић (1927—2000) генерал-мајор.[8]
- Вујо Лукић (1926—1983) генерал-потпуковник.[8]
- Радисав Лукић (1927—2000) генерал-мајор.[ђ]
- Реља Лукић (1915—2001) генерал-потпуковник. Активна служба у ЈНА престала му је 1971. године.[8]
- Милутин Лутовац (1925—1997) генерал-мајор. Активна служба у ЈНА престала му је 1981. године.[8]

### Љ
- Ђуро Љиљак (1922—1999) генерал-мајор. Активна служба у ЈНА престала му је 1980. године.[9]
- Никола Љубибратић (1912—1976) генерал-потпуковник. Активна служба у ЈНА престала му је 1970. године. Народни херој.[10]
- Бранко Љубић (1917—2007) генерал-мајор. Активна служба у ЈНА престала му је 1970. године.[9]
- Маријан Љубичић (1932) генерал-потпуковник. Активна служба у ЈНА престала му је 1991. године.
- Никола Љубичић (1916—2005) генерал армије. Активна служба у ЈНА престала му је 1982. године. Народни херој.[е][9]
- Радоје Љубичић (1920—1972) генерал-потпуковник авијације. Народни херој.[9]
- Петар Љуштина (1920—1990) генерал-мајор. Активна служба у ЈНА престала му је 1976. године.[9]